# Gennes-sur-Seiche

Gennes-sur-Seiche este o comună în departamentul Ille-et-Vilaine, Franța. În 1 ianuarie 2022 avea o populație de 943 de locuitori.